# Sainte-Eulalie (Quebec)
Sainte-Eulalie es un municipio canadiense situado en la provincia de Quebec.

## Superficie
Sainte-Eulalie tiene una superficie de 86,3 km².

## Demografía
En 2021, tenía 984 habitantes, una densidad poblacional de 11,4 hab./km², y 448 viviendas.